# Megaraptora
Megaraptora — група ящеротазових динозаврів, що існувала протягом крейдяного періоду (130—66 млн років тому). Представники групи є целурозаврами, але їхнє точне таксономічне положення неясне. Є три гіпотези: вони можуть бути просунутими алозавроїдами; тиранозавроїдами; або базальними целурозаврами.

## Опис

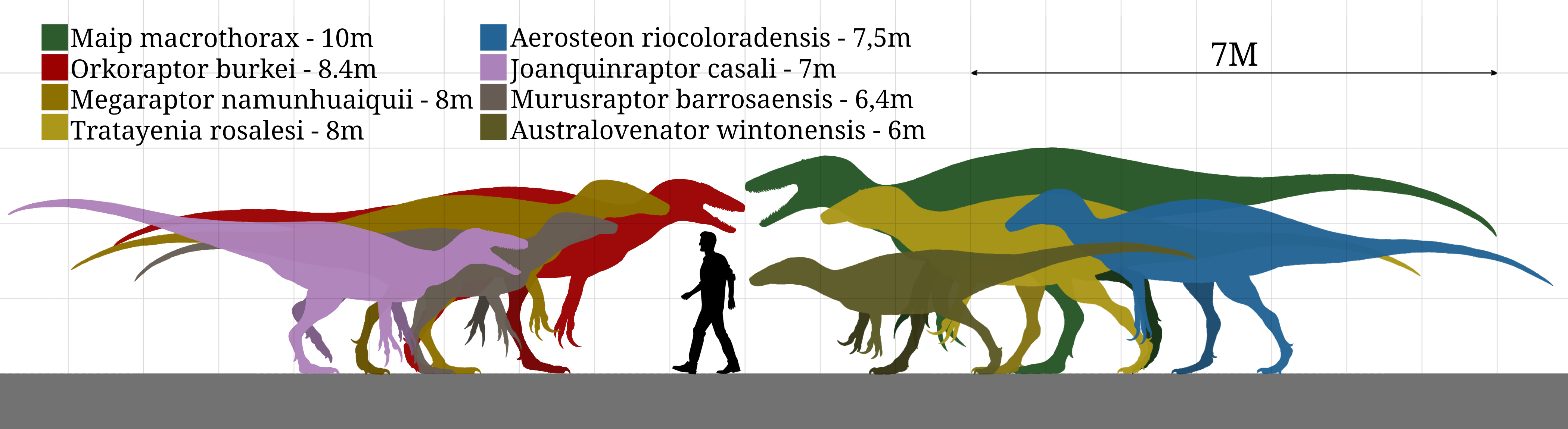
Порівняння розмірів мегарапторів

Мегараптори були середніми та великими за розмірами тероподами, починаючи з фукуіраптора, довжиною близько 4,2 метра, до 9-метрового аеростеона, 9-10-метрового майпа і 12,8-метрового бахаріазавра, якщо він є представником цієї групи. Більшість мегарапторів відомі за дуже фрагментарними рештками, хоча певні ознаки можна ідентифікувати у багатьох представників клади. Принаймні деякі мегараптори, такі як Murusraptor і Aerosteon, мали добре пневматизовані кістки (особливо клубові кістки та ребра), в яких, ймовірно, містилися пазухи, з'єднані з легенями, подібно до сучасних птахів. Тонкі кістки ніг і довгі плеснові кістки деяких видів вказують на те, що члени цієї групи, ймовірно, були спеціалізованими бігунами.

## Класифікація
Більшість мегарапторів є частиною родини Megaraptoridae, яка була названа Фернандо Новасом та його колегами у 2013 році. Цю родину об'єднує кілька пристосувань ліктьових кісток і кігтів, яких немає у базального мегараптора Fukuiraptor.
Кладограму створено на основі аналітичних досліджень Benson, Carrano and Brusatte 2010 року:
|  | Australovenator |
|  |                 |
|  | ?Rapator        |
|  |                 |
|  | Fukuiraptor     |
|  |                 |

|  | Aerosteon  |
|  |            |
|  | Megaraptor |
|  |            |

|  | Australovenator |
|  |                 |
|  | ?Rapator        |
|  |                 |
|  | Fukuiraptor     |
|  |                 |

|  | Aerosteon  |
|  |            |
|  | Megaraptor |
|  |            |

|  | Australovenator |
|  |                 |
|  | ?Rapator        |
|  |                 |
|  | Fukuiraptor     |
|  |                 |

|  | Aerosteon  |
|  |            |
|  | Megaraptor |
|  |            |

|  | Australovenator |
|  |                 |
|  | ?Rapator        |
|  |                 |
|  | Fukuiraptor     |
|  |                 |

|  | Aerosteon  |
|  |            |
|  | Megaraptor |
|  |            |

|  | Australovenator |
|  |                 |
|  | ?Rapator        |
|  |                 |
|  | Fukuiraptor     |
|  |                 |

|  | Aerosteon  |
|  |            |
|  | Megaraptor |
|  |            |

|  | Australovenator |
|  |                 |
|  | ?Rapator        |
|  |                 |
|  | Fukuiraptor     |
|  |                 |

|  | Aerosteon  |
|  |            |
|  | Megaraptor |
|  |            |

|  | Australovenator |
|  |                 |
|  | ?Rapator        |
|  |                 |
|  | Fukuiraptor     |
|  |                 |

|  | Aerosteon  |
|  |            |
|  | Megaraptor |
|  |            |

|  | Australovenator |
|  |                 |
|  | ?Rapator        |
|  |                 |
|  | Fukuiraptor     |
|  |                 |

|  | Aerosteon  |
|  |            |
|  | Megaraptor |
|  |            |